# Tetrabromoetan

## Tetrabromoetan
Tetrabromoetan (TBE) je halogenski ogljikovodik, kemijska formula je C2H2Br4. Čeprav se trije bromovi atomi lahko vežejo na eno ogljikovih atomov ustvarjajo 1,1,1,2-tetrabromoetan. Tako je v praksi za tetrabromoetan enačba tudi enaka 1,1,2,2-tetrabromoetan, kjer se vsak ogljikov atom veže na dva atoma broma.
Gre za nenavadno visoko gostoto broma v primerjavi z ostalimi organskimi spojinami, blizu 3 g/mL, predvsem zaradi štirih atomov broma. TBE je tekočina pri sobni temperaturi in se uporablja za ločevanje rud in mineralov s pomočjo preferencialnih flotacij. Pesek, apnenec, dolomit in druge vrste kamna plavajo na TBE, medtem ko minerali kot so sfalerita, galica in pirit potonejo. Povezane spojine bromoforma se včasih uporabljo tudi v teh vlogah, vendar pa je TBE bolj praktičen saj se nahaja na širšen območju tekočin in ima nižji parni tlak. Znana pa je tudi akutna zastrupitev s TBE, ki se je pri človeku tudi že pojavila.